# Vicenç Vilarrubla i Solsona
Vicenç Vilarrubla i Solsona (1981, la Seu d'Urgell) és un esquiador urgellenc de Bellestar i membre del Club d'esquí de fons Urgellet i Cerdanya (CEFUC).
Va competir a la Copa mundial d'esquí de fons FIS Cross-Country World Cup des de l'any 2001. Ha competit a quatre campionats mundials 2003 a 2009 i a dos Jocs Olímpics d'Hivern, Torí 2006 i Vancouver 2010.
Els millors resultats de campionat mundial ha estat la 31a posició a Oberstdorf el 2005 i a la Copa Mundial en 17a posició a Changchun el 2007.